# Kościół św. Jana Kantego w Warszawie
Kościół św. Jana Kantego w Warszawie – neoklasycystyczny kościół parafialny w Warszawie
Świątynia należy do warszawskiej parafii rzymskokatolickiej św. Jana Kantego w Sadach Żoliborskich.

## Historia
Kościół św. Jana Kantego na Żoliborzu został wybudowany w latach 1981–1984 według projektu Tadeusza Zielińskiego. Wzniesiony został w miejscu zniszczonego podczas powstania warszawskiego skrzydła kompleksu klasztoru Zgromadzenia Sióstr Zmartwychwstanek. Konsekracja kościoła nastąpiła 5 maja 1995 roku. Dokonał jej kardynał Józef Glemp.